# Коровянский, Артём Юрьевич
Артём Коровянский (фр. Artem Korovyanskyy; 14 августа 1994, Донецк) — французский волейболист, сын известного советского волейболиста и тренера Юрия Коровянского. Либеро французского клуба Bellaing Volley.

## Карьера
Артём Коровянский родился в Донецке, где его отец выступал за команду «Шахтёр» Донецк. Профессиональную карьеру Артём Коровянский начал в 2010 году как доигровщик клуба «Камбре. В 2014 году он был избран новичком года.
С 2014 года играл в клубах : 2014—2015 — «Пуатье» (Франция), 2015—2016 « Авиньон» (Франция), 2016—2019 — «Сен-Кантен» (Франция), 2019—2020 — «Беллен» (Франция).
В составе «Пуатье» стал Чемпионом Франции Лиге В в 2015 году. В 2018 был признан лучшим либеро Чемпионата Франции Лиге В.